# Grota das Pedras
A Grota das Pedras é um curso de água português localizado na ilha de São Miguel, arquipélago dos Açores.
Este curso de água, drena uma área geográfica vasta cujo ponto mais elevado se encontra a cerca de 750 metros de altitude em plena Serra de Água de Pau.
Procede assim, além da drenagem de parte do Pico da Mariana à drenagem da Serra de Água de Pau de que faz drenagem conjuntamente com a Ribeira da Praia, a Ribeira das Três Voltas e a Ribeira das Barreiras.
Este curso de água desagua no Oceano Atlântico na costa Sul da ilha entre o sítio das Amoreirinhas e a localidade de São Mateus.